# Burgdorf (Volfembutel)
Burgdorf é um município da Alemanha localizado no distrito de Volfembutel, estado da Baixa Saxônia.
Pertence ao Samtgemeinde de Baddeckenstedt.